# Seven Show
Seven Show è stato un programma televisivo italiano d'intrattenimento andato in onda sul circuito nazionale italiano Italia 7 (poi rinominato Europa 7) dal 1996 al 1999, e riproposto sulla stessa emittente tra il 2007 e il 2008.

## Storia
Si trattava di un varietà comico ideato da Mirko Setaro, in onda su Italia 7 a partire dal 29 aprile 1996 dal lunedì al venerdì alle 22:30 e la domenica alle 20:45, alla cui conduzione si sono susseguiti Demo Mura, Alessandro Greco e Teo Mammucari. L'idea di base era quella di un cabaret quotidiano sull'impianto del Drive in, con brevi sketch della durata di circa tre o quattro minuti per ogni attore comico.
Sono state realizzate tre edizioni fino al 1999, poi replicate svariate volte sempre sulla stessa rete (nel frattempo rinominata Europa 7) fino alla realizzazione di una quarta edizione, in onda tra il 2007 e il 2008 e condotta da Antonio Stornaiolo e Metis Di Meo.
È stato un trampolino di lancio per attori comici come Antonio Giuliani, Dado, Carmine Faraco, Max Giusti, Daniele Raco, Mago Forest, Enrico Bertolino, Beppe Braida, Gabriele Cirilli, Fichi d'India, Enzo Salvi, Leonardo Manera.

## Artisti delle varie edizioni
- Alessandro Bolide
- Alberto Caiazza
- Ale e Franz
- Alessandro Serra
- Alti e Bassi
- Alvalenti
- Angelo Belgiovine
- Antonella Lops
- Antonello Costa
- Antonio Covatta
- Antonio Giuliani
- Antonio Stornaiolo
- Arturo Di Tullio
- Attanasio Sarcina
- La banda del benda
- Il barista
- Il barzellettiere solitario
- Beppe Braida
- Carmine Faraco
- Carlo e Simone (Pizzibutti)
- La Carovana
- Casa Piccini
- Claudio Lardo
- Corrado Taranto
- Corrado Tedeschi
- Cuginetti a sfera
- Dado
- Daniele Raco
- Davide Colavini
- Due x Duo
- Duilio Pizzocchi
- Enrico Bertolino
- Enzo Salvi (Er Cipolla)
- Fabian Grutt
- Fabrizio Bernardini
- I Farlocchi
- Ficarra e Picone
- I fichi d'India (Bruno e Max)
- I fischiattori
- Flaminia Parnasi
- Flavio Oreglio
- Francesca Boselli
- Francesco Shimemi
- Franconetti
- Franco Rossi
- Gabriele Cirilli (Mino di Vita)
- Gennaro Morrone
- Gino Nardella
- Il gioioso
- Giorgio Porcaro
- Giorgio Zanetti
- Gnometto band
- Ivaldo Rulli
- I Katamura
- I Lasciare Libero Lo Scarrozzo
- Leonardo Manera
- Lino Barbieri
- Loretta Meloni
- Lucio Aiello
- Lucio Giotola
- Luigi Paoloni
- Marco Capretti
- Marco Tana
- Mago Forest
- Mammamiacheimpressione (con Enzo Salvi e Mariano D'Angelo)
- Manico Sport
- Manuelita
- Maurizio Battista
- Mariano d' Angelo
- Max Giusti
- Max Pisu (Tarcisio)
- Michelangelo Pulci (er vertebra)
- Michele Barbieri
- Mimmo Sepe
- Nduccio
- Nello Iorio
- Nino Taranto (omonimo dell'attore nato nel 1907 e morto nel 1986)
- Pablo & Pedro
- Palcoscemico
- Pastine in brothers
- Renato Converso
- Righi e Penoni
- Roberto Ranelli (Er Modifica)
- Roberto Stoppa
- Rocco Barbaro
- Salvatore Gisonna
- Scontrino alla cassa
- Silvia Gigli
- La simpaticona
- Il simpaticone
- I Soliti Soggetti
- Stefano Chiodaroli
- Stefano Vigilante
- Stefano Fabrizi
- I tappabuchi
- Teresa Lallo
- Trio "La Ricotta"
- Vladimiro